# September Morn
September Morn es un álbum de estudio del cantautor estadounidense Neil Diamond, publicado el 22 de diciembre de 1979 por Columbia Records. Contiene una versión disco del clásico de Motown "Dancing in the Street" y una nueva versión de "I'm a Believer".

## Lista de canciones

### Lado A
1. "September Morn" – 3:51 (Gilbert Bécaud, Neil Diamond)
2. "Mama Don't Know" – 3:55 (Bécaud, Diamond)
3. "That Kind" – 3:18 (Carole Bayer Sager, Diamond)
4. "Jazz Time" – 3:30 (Diamond, Tom Hensley)
5. "The Good Lord Loves You" – 4:42 (Richard Fagan)

### Lado B
1. "Dancing in the Street" – 4:09 (Ivy Jo Hunter, Marvin Gaye, William "Mickey" Stevenson)
2. "The Shelter of Your Arms" – 4:05 (Jerry Samuels)
3. "I'm a Believer" – 2:23 (Diamond)
4. "The Sun Ain't Gonna Shine Anymore" – 3:39 (Bob Crewe, Bob Gaudio)
5. "Stagger Lee" – 4:10 (Harold Logan, Lloyd Price)